# Референдумы в Швейцарии (1898)
Референдумы в Швейцарии проходили 20 февраля и 13 ноября 1897 года. На февральском референдуме федеральный закон о национализации Швейцарских железных дорог был одобрен большинством голосов. В ноябре были одобрены Конституционные референдумы о поправке к Статье 64 и внесении Статьи 64-бис в главный закон страны.

## Избирательная система
Референдум о национализации железных дорог был факультативным и требовал для одобрения лишь большинство голосов избирателей. Конституционные референдумы были обязательными, для одобрения которых необходимо двойное большинство. 

## Результаты

### Национализация железных дорог
| Выбор                                | Голосов | %    |
| ------------------------------------ | ------- | ---- |
| За                                   | 386 634 | 67,9 |
| Против                               | 182 718 | 32,1 |
| Пустых бюллетеней                    | 2 754   | –    |
| Недействительных бюллетеней          | 1 459   | –    |
| Всего                                | 573 565 | 100  |
| Зарегистрированных избирателей/ Явка | 734 644 | 78,1 |
| Источник: Nohlen & Stöver            |         |      |

### Поправка к 64-й Статье Конституции
| Выбор                                | Общее голосование | Общее голосование | Кантоны | Кантоны | Кантоны |
| Выбор                                | Голосов           | %                 | Полных  | Полу-   | Всего   |
| ------------------------------------ | ----------------- | ----------------- | ------- | ------- | ------- |
| За                                   | 264 914           | 72,2              | 15      | 3       | 16,5    |
| Против                               | 101 762           | 27,8              | 4       | 3       | 5,5     |
| Пустых бюллетеней                    | 15 922            | –                 | –       | –       | –       |
| Недействительных бюллетеней          | 4 628             | –                 | –       | –       | –       |
| Всего                                | 387 226           | 100               | 19      | 6       | 22      |
| Зарегистрированных избирателей/ Явка | 734 075           | 52,8              | –       | –       | –       |
| Источник: Nohlen & Stöver            |                   |                   |         |         |         |

### Внесение Статьи 64-бис в Конституцию
| Выбор                                | Общее голосование | Общее голосование | Кантоны | Кантоны | Кантоны |
| Выбор                                | Голосов           | %                 | Полных  | Полу-   | Всего   |
| ------------------------------------ | ----------------- | ----------------- | ------- | ------- | ------- |
| За                                   | 266 610           | 72,4              | 15      | 3       | 16,5    |
| Против                               | 101 780           | 27,6              | 4       | 3       | 5,5     |
| Пустых бюллетеней                    | 15 300            | –                 | –       | –       | –       |
| Недействительных бюллетеней          | 3 903             | –                 | –       | –       | –       |
| Всего                                | 387 593           | 100               | 19      | 6       | 22      |
| Зарегистрированных избирателей/ Явка | 734 075           | 52,8              | –       | –       | –       |
| Источник: Nohlen & Stöver            |                   |                   |         |         |         |